# Helgaia setacea
Helgaia setacea är en kackerlacksart som beskrevs av Guilherme A.M.Lopes och de Oliveira 2004. Helgaia setacea ingår i släktet Helgaia och familjen småkackerlackor. Inga underarter finns listade i Catalogue of Life.